# Ajahn Chah

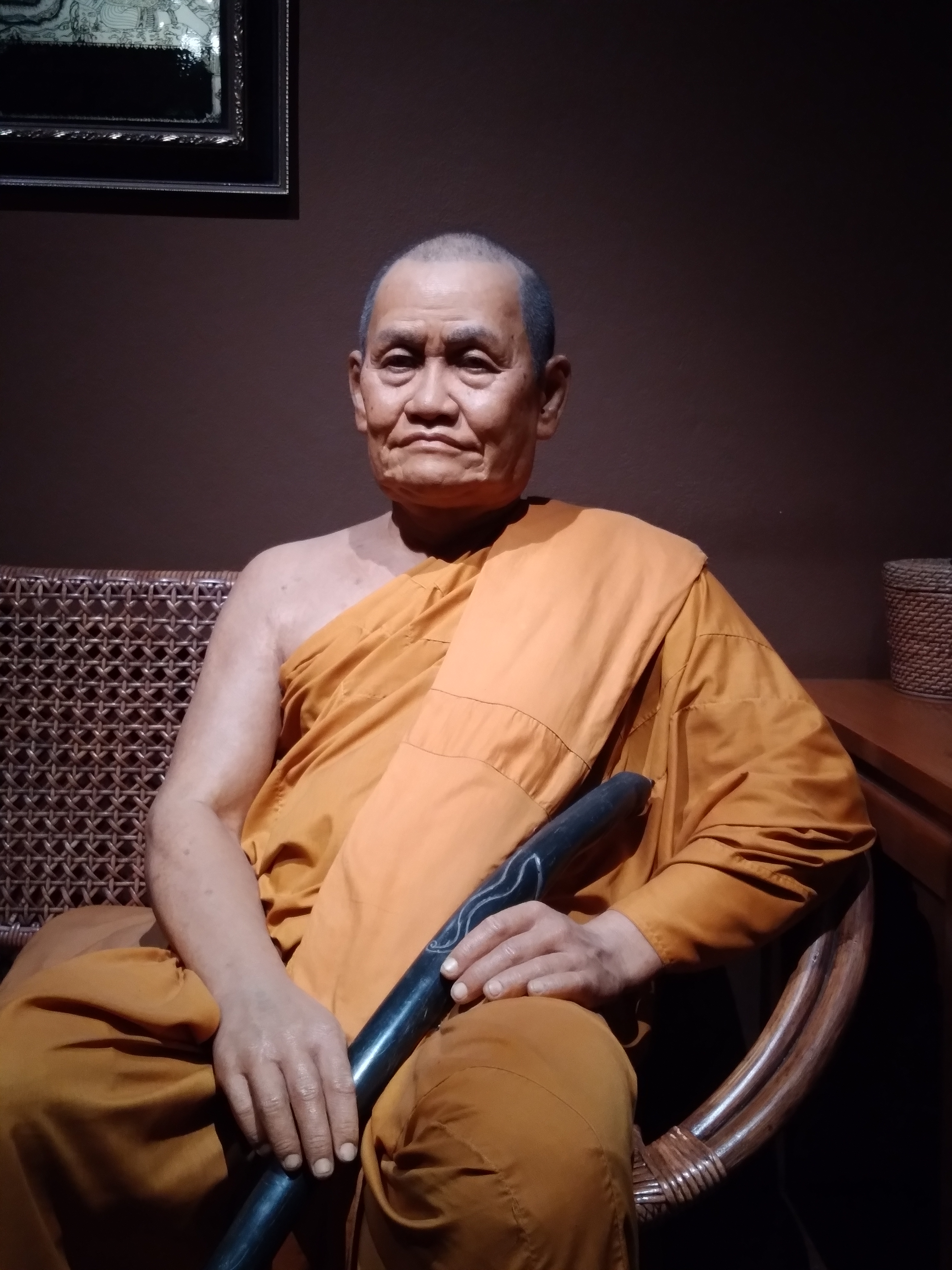
Tượng Ajahn Chah

Ajahn Chah (1918-1992) là một cao tăng Phật giáo người Thái Lan, thuộc dòng tu khổ hạnh trong rừng của Thượng tọa bộ. Ông là học trò của Ajahn Mun, là người đã sáng lập hai thiền viện của dòng tu này ở vùng Đông Bắc Thái Lan, và là thầy của nhiều tu sĩ phương Tây có tiếng.

## Tiểu sử
Ajahn Chah, tên thật là Chah Chotchuang, sinh năm 1918 trong một gia đình phú nông ở tỉnh Ubon Ratchathani, Đông Bắc Thái Lan. Lên 9 tuổi, ông được gia đình gửi lên chùa học đọc học viết suốt ba năm. Năm 20 tuổi, ông xuất gia. Sau nhiều năm tu không cố định tại một địa điểm nào trong các cánh rừng dưới sự hướng dẫn của các danh tăng, đặc biệt là Ajahn Mun, năm 1946 ông về quê tu một mình trong rừng. Dần dần, nhiều người đến theo học ông và lập ra những lều nhỏ. Sau này, năm 1956, ông lập chùa Nong Pah Pong thay cho các túp lều tạm bợ để tín đồ có điều kiện tu tập. Ông nhận học trò người phương Tây đầu tiên là Ajahn Sumedho vào năm 1966. Năm 1975, ông lập chùa Pah Nanachat để chuyên dạy cho các tín đồ người phương Tây và giao cho Ajahn Sumedho trụ trì. Chùa Nong Pah Pong đến nay đã có hơn 200 chi nhánh ở khắp Thái Lan. Một vài học trò người phương Tây của ông sau này đã lập hoặc trụ trì các chùa Thượng tọa bộ ở phương Tây. 
Từ năm 1977, ông bắt đầu được mời đi giảng ở nhiều nước phương Tây. Ajahn Chah quan niệm rằng khi thiền, thời gian bao lâu không quan trọng, tư thế thế nào không quan trọng, mà phải giữ được chính niệm khi thiền mới quan trọng. Ông nhấn mạnh việc buông bỏ, buông bỏ cả điều hay lẫn điều dở, buông bỏ cả yêu lẫn ghét, không bám chấp một thứ gì kể cả mong muốn được giác ngộ, không cưỡng lại một thứ gì. Từ đầu những năm 1980, sức khỏe của Ajahn Chah suy yếu do bệnh kiết lị. Ông đã dùng chính hiện trạng sức khỏe của mình để làm bài giảng. Ông qua đời ngày 16 tháng 1 năm 1992. Hơn một triệu người, bao gồm cả một số thành viên Hoàng gia Thái Lan, đã đến viếng ông.